# Zvonko Todorovski
Zvonko Todorovski (Prizren, 1960. − Koprivnica, 10. rujna 2010.) je bio hrvatski književnik, grafičar, ilustrator i crtač stripa.

## Životopis
Rođio se je u kosovskom gradu Prizrenu 1960. godine, osnovnu i srednju školu pohađao je u Koprivnici i Varaždinu, s kojim je sredinama ostao duboko vezan. Kreativna znatiželja najprije ga je vodila modernom likovnom mediju, grafikama, ilustracijama i opremi, a najviše stripu. Startao je na izložbi Novi kvadrat nekad i danas 1984. u zagrebačkoj Galeriji Studentskog centra, a posljednju samostalnu izložbu održao je 1997. u Varaždinu, gdje je vodio galeriju Forum mladih. U Zagreb dolazi 1999., živeći i radeći zajedno sa slikaricom Magdom Dulčić, koja ilustrira većinu njegovih knjiga, a 2009. sele se u Koprivnicu, tražeći povoljnije uvjete za nesmetani rad i boravak s minimalnim zahtjevima. Uključuje se u podravski spisateljski krug, obnavljajući i stare prijateljske veze iz mladosti. Tamo je u noći 10. rujna preminuo u svojoj pedesetoj godini.
U književnost je ušao 2002. objavljivanjem mladenačkog romana Mirakul od mora, smještena u hvarski Stari Grad, Magdinu zavičaju, što ga je srcem posvojio. U isti ambijent smješta i drugi roman fantastičnih protega Prozor zelenog bljeska, a i treći, Mrlja, aktualne ekološke tematike. 2007. objavio je roman za djecu Plavi trubač. U tri romana za djecu afirmirao je zadivljenost neobičnim aspektima stvarnosti i potrebu aktivna djelovanja kao korektiv njezinih ograničenja, pa je poželio i nove, složenije izazove. Našao ih je u romansiranju biografije Petra Hektorovića, knjizi i za odrasle, zamišljenoj kao široka povijesna freska, očuđena istančanim pomacima norme. U Vjetrovima Lampeduze poslužio se pak brodskim dnevnikom jednoga starinskog jedrenjaka, pridodavši fakticitetu fikcionalni lik maloga Marina, kao protagonista i izazivača emotivno nosivih zbivanja. Konačno, odraslima se definitivno obratio kratkim romanom More pravog kapetana, smještenim u milom mu Varaždinu i ambijentiranom u staračkom domu, gdje se pomalo humorno – no bez ikakve poruge – poigrava nostalgijom prema dalekim putovanjima, s izmišljanjem pustolovina i ljubavim zapletom dvoje domskih stanara. 2005. je godine objavio roman Mandrač ili Čudesna pripovjest o Petru Hektoroviću. Pisao je scenarije za stripove i filmove. Stripove i ilustracije objavio je u Patku, Poletu, Sinusu, Varaždinskim vijestima, Kapitalu i Arkzinu.

## Nagrade i priznanja
- nagrada Grigor Vitez za roman Prozor zelenog bljeska
- Nagrada SFERA 2004., za roman za djecu Prozor zelenog bljeska
- nagrada Mato Lovrak 2005. za roman Mrlju[1]
- Nagrada Anto Gardaš 2008., za djelo Vjetrovi Lampeduze
- nominacija za međunarodnu nagradu Mali princ